# Чемпіонат України з легкої атлетики в приміщенні 2021
Чемпіонат України з легкої атлетики в приміщенні 2021 серед дорослих був проведений 10-12 лютого в легкоатлетичному манежі Сумського державного університету.
Одночасно з основним чемпіонатом був проведений чемпіонат України з легкоатлетичних багатоборств у приміщенні.

## Хроніка змагань

### День 1
На початку чемпіонату атлети порадували високими результатами.
У півфіналі з бігу на 800 метрів Світлана Жульжик виграла свій забіг, встановивши особистий рекорд, а разом з ним і норматив для участі в чемпіонаті Європи в приміщенні — 2.05,35. Естафету у 18-річної атлетки підхопили ті, від кого цього чекали, і ті, хто став справжньою несподіванкою цього дня.
У секторі для стрибків з жердиною спочатку всі, затамувавши подих, спостерігали за виступом новоспеченої рекордсменки України U16 в приміщенні Антоніни Терещенко, яка цього разу спробувала підкорити нову для себе висоту — 4,06 м. Проте перелетіти планку на ній 14-річній атлетці не вдалося. А після цього почалися дуелі.
Спочатку дуель Яни Гладійчук з Мариною Килипко. Остання зупинилася на позначці 4,41 м і стала з цим результатом другою. Гладійчук з першої спроби подолала 4,51 і вже в ранзі чемпіонки України в приміщенні почала нову боротьбу — з нормативом на чемпіонат Європи в приміщенні. До цього особистим досягненням Яни були 4,52 м, які вона подолала 5 лютого у Києві. Але попри це атлетка з першого разу встановила новий рекорд і виконала норматив у Торунь — 4,61 м.
У чоловіків перемогу зі стрибків з жердиною відсвяткував Іван Єрьомін (5,42 м).
На дистанції 60 метрів відразу четверо атлетів показали результати вище нормативу на чемпіонат Європи в приміщенні (6,77). Переможцем з особистим рекордом тут став Олександр Соколов (6,64). Чотирма сотими йому поступився Станіслав Коваленко, який також встановив новий РВ (6,68). Третім та четвертим фінішували турок Кайган Озер (6,71) і Ерік Костриця (6,72).
У жінок впевнено перемогла і підтвердила норматив Вікторія Ратнікова (7,33). Яна Качур фінішувала другою (7,46). У півфіналі Ратнікова пробігла 60 метрів за 7,29.
Ще один норматив на чемпіонат Європи глядачі побачили у фіналі з бігу на 60 метрів з бар'єрами. Його автором став переможець змагань Віктор Солянов, який впевнено побив свій особистий рекорд і фінішував першим з часом 7,83. Серед жінок вкотре підтвердила свій статус і здобула титул чемпіонки України Анна Плотіцина (8,17).
У чоловічому півфіналі з бігу на 400 метрів Микита Барабанов показав час 47,43, які також стали нормативом для участі в чемпіонаті Європи в приміщенні.
У жінок найкращий час у півфінальних забігах на 400 метрів показала Анна Рижикова, поліпшивши свій же найкращий результат сезону в Україні (52,83). Слідом за нею фінішувала Вікторія Ткачук, яка також виконала норматив у Торунь (53,53).
Ігор Мусієнко (19,88 м) і Ольга Голодна (16,43 м) досить прогнозовано стали чемпіонами України зі штовхання ядра в приміщенні.
У кваліфікації зі стрибків у висоту нерви вболівальникам полоскотала Ярослава Магучіх, коли лише з третьої спроби подолала 1,80 м. Проте до фінальної частини змагань пройшли всі лідери.

### День 2
Найочікуванішими у другий день чемпіонату стали змагання зі стрибків у висоту серед жінок. Лідери підтвердили свій статус: Ірина Геращенко виграла бронзову медаль (1,94 м), Юлія Левченко — срібну (1,96 м), а Ярослава Магучіх, з третьої спроби подолавши 2,00 м, стала чемпіонкою України в приміщенні.
Чоловічі стрибки у висоту виявилися не менш цікавими. Після Кубка України в приміщенні, де Дмитро Нікітін стрибнув на 2,28 метрів, цікаво було подивитися, чи зможе він в очній боротьбі кинути виклик Андрію Проценку. Проте в Сумах Нікітін зупинився досить рано: після вдалої спроби на 2,15, йому не вдалося подолати 2,20 м. Він третій. Насправді, 2,20 з першої спроби не вдалося перелетіти й Андрію Проценку, власне, як і 2,23, на які він переніс другу спробу. У цей час Дорощук подолав обидві висоти, після чого з першого разу стрибнув на 2,26. Їх Проценко вирішив пропустити і розв'язка настала на висоті 2,28 м. Андрій сповна використав єдиний шанс, який у нього лишався, втретє цього сезону подолав 2,28 і виграв чемпіонат України в приміщенні. З цією висотою, яка стала до того ж особистим рекордом і нормативом на чемпіонат Європи в приміщенні, впорався і Дорощук, проте зробив це з другого разу, здобувши срібну нагороду.
У секторі для стрибків у довжину Владислав Мазур приємно здивував себе і порадував своїх вболівальників, перемігши і на 15 сантиметрів поліпшивши свій особистий рекорд. Більше того, 8,07 м, показані ним, стали нормативом для участі в чемпіонаті Європи в приміщенні. На жаль, Сергію Никифорову довелося достроково припинити боротьбу. Причиною став спазм м'язів спини під час приземлення у четвертій спробі.
Марина Бех-Романчук прогнозовано виграла змагання зі стрибків у довжину серед жінок (6,70 м).
На дистанції 400 метрів боротьба точилася до самого фінішу, при чому як у змаганнях жінок, так і в змаганнях чоловіків. І це призвело до низки особистих рекордів і нормативів у Торунь. У жінок вся перша трійка на чолі з Анною Рижиковою встановили особисті рекорди. Рижикова подолала дистанцію за 52,57, Анастасія Бризгіна (52,87) і Катерина Климюк (53,19) фінішували слідом. Вікторія Ткачук стала четвертою. І хоч цього дня показати найшвидший час у кар'єрі їй не вдалося, та вона підтвердила норматив на чемпіонат Європи в приміщенні (53,68). У змаганнях серед чоловіків напередодні нормативом здивував Микита Барабанов, а у фіналі чергову приємну несподіванку підніс ще один молодий атлет Олександр Погорілко. З результатом 47,48 він перетнув фінішну лінію другим (першим став Іляс Чанакчі з Туреччини). Данило Даниленко фінішував слідом (47,63). Даниленко на командному чемпіонаті України в приміщенні, що відбувся раніше, пробіг 400 метрів за 47,44, також отримавши норматив у Торунь.
Після успішного початку сезону і впевненого виступу у півфіналі перемога Світлани Жульжик на дистанції 800 метрів для жодного вже не була несподіваною. Юна атлетка підтвердила свій клас і перемогла з результатом 2.05,55. У змаганнях серед чоловіків Олег Миронець встановив особистий рекорд (1.49,20) і виграв золото.
Ганна та Олексій Касьянови піднялися на найвищі сходинки у змаганнях багатоборців. Ганна, набравши 4434 очки, вийшла на сьоме місце у світовому топ-листі сезону з п'ятиборства, а Аліна Шух з результатом 4412 очок в Сумах стала другою і наразі замикає першу вісімку світового топ-листа. Трійку призерок на чемпіонаті України в приміщенні замкнула Юлія Лобан (4258 очок). Олексій Касьянов за сумою семи видів набрав 5756 очок.
У другий день чемпіонату медалі також розіграли на дистанції 3000 метрів. У змаганнях серед жінок перемогла і виконала норматив на чемпіонат Європи в приміщенні Наталія Стребкова (9.08,09), а серед чоловіків найшвидшим був Василь Коваль (8.07,13).

### День 3
У третій, заключний, рівень результатів був дещо скромнішим, проте боротьба від цього менш напруженою не стала.
Запекла боротьба до самого фінішу точилася на дистанції 200 метрів серед жінок. Чемпіонку і срібну медалістку розділила лише одна сота секунди. Єлізавета Бризгіна перемогла з результатом 24,61, а Тетяна Кайсен була другою (24,62). У змаганнях з бігу на 200 метрів серед чоловіків перша трійка встановила особисті рекорди. Найшвидше дистанцію подолав Огуз Уяр (21,42). Кирило Приходько (21,60) і Дмитро Гладкий (21,65) фінішували другим і третім відповідно. Олексій Поздняков перетнув фінішну лінію четвертим (21,99).
Орися Дем'янюк лідирувала впродовж всієї дистанції бігу на 1500 метрів і перемогла з результатом 4.20,61. Проте метою було не лише виграти. Хотілося також виконати норматив для участі в чемпіонаті Європи в приміщенні, та це завдання доведеться відкласти на наступні змагання. У чоловіків 1500 метрів найшвидше подолав Олег Каяфа (3.48,01).
Василь Коваль до перемоги з бігу на 3000 метрів додав ще одно золото — на дистанції 3000 метрів з перешкодами (8.45,55). У змаганнях серед жінок чемпіонкою України з бігу на 3000 метрів з перешкодами в приміщенні стала Ганна Жмурко (10.31,93).
Олександр Малосілов (16,08) і Марія Сіней (13,36) були кращими у потрійному стрибку серед українців. Але у жінок найкращий результат показала Тугба Данішмаз, яка встановила національний рекорд Туреччини в приміщенні (13,83).
У змаганнях з естафетного бігу 4×400 метрів перемогли жіноча команда Донецької області в складі Марії Миколенко, Аліни Логвиненко, Олени Радюк-Кючук і Вікторії Ткачук (3.46,97) та чоловіча команда Сумської області в складі Євгена Швеця, Ярослава Демченка, Костянтина Ожійова та Олександра Погорілка (3.16,24).

## Призери

### Чоловіки
| Дисципліни                | Золото                                                                           | Золото     | Срібло                                                                     | Срібло     | Бронза                                                                            | Бронза     |
| ------------------------- | -------------------------------------------------------------------------------- | ---------- | -------------------------------------------------------------------------- | ---------- | --------------------------------------------------------------------------------- | ---------- |
| 60 метрів                 | Олександр Соколов Миколаївська область                                           | 6,64 PB    | Станіслав Коваленко Дніпропетровська область                               | 6,68 PB    | Кайган Озер Туреччина                                                             | 6,71 PB    |
| 200 метрів                | Огуз Уяр Туреччина                                                               | 21,42 PB   | Кирило Приходько Донецька область                                          | 21,60 PB   | Дмитро Гладкий Київ                                                               | 21,65 PB   |
| 400 метрів                | Іляс Чанакчі Туреччина                                                           | 47,34      | Олександр Погорілко Сумська область                                        | 47,48 PB   | Данило Даниленко Волинська область                                                | 47,63      |
| 800 метрів                | Олег Миронець Чернівецька область                                                | 1.49,20 PB | Юрій Кіщенко Київ                                                          | 1.50,47 PB | Дмитро Іванов Київська область                                                    | 1.50,88 PB |
| 1500 метрів               | Олег Каяфа Київська область                                                      | 3.48,01 SB | Артем Алфімов Донецька область                                             | 3.50,52    | Юрій Кіщенко Київ                                                                 | 3.50,80    |
| 3000 метрів               | Василь Коваль Житомирська область                                                | 8.07,13 PB | Артем Алфімов Донецька область                                             | 8.09,86 PB | Ілля Сосницький Вінницька область                                                 | 8.19,62 PB |
| 60 метрів з бар'єрами     | Віктор Солянов Київ                                                              | 7,83 PB    | Фуркан Акташ Туреччина                                                     | 7,89       | Артем Шаматрин Київ                                                               | 7,98       |
| 3000 метрів з перешкодами | Василь Коваль Житомирська область                                                | 8.45,55 SB | Мусульман Джоломанов Киргизстан                                            | 8.54,10 PB | Роман Ростикус Львівська область                                                  | 8.54,38 SB |
| 4×400 метрів              | Сумська областьЄвген Швець Ярослав Демченко Костянтин Ожійов Олександр Погорілко | 3.16,24    | Львівська областьЮрій Васічкін Нікіта Родченков Руслан Реган Денис Баранов | 3.20,98    | Чернівецька областьМаксим Паращук Орест Малованюк Максим Маковійчук Олег Миронець | 3.21,86    |
| Стрибки у висоту          | Андрій Проценко Херсонська область                                               | 2,28 SB    | Олег Дорощук Кіровоградська область                                        | 2,28 PB    | Дмитро Нікітін Житомирська область                                                | 2,15       |
| Стрибки з жердиною        | Іван Єрьомін Дніпропетровська область                                            | 5,42       | Владислав Малихін Київська область                                         | 5,32       | Кирило Кіру Вінницька областьІлля Кравченко Київська область                      | 5,22 SB    |
| Стрибки у довжину         | Владислав Мазур Житомирська область                                              | 8,07 PB    | Ігор Гончар Донецька область                                               | 7,62       | Руслан Малогловець Харківська область                                             | 7,49 SB    |
| Потрійний стрибок         | Олександр Малосілов Донецька область                                             | 16,08 SB   | Євген Шевченко Дніпропетровська область                                    | 15,56 SB   | Олександр Попко Дніпропетровська область                                          | 15,54 PB   |
| Штовхання ядра            | Ігор Мусієнко Сумська область                                                    | 19,88 SB   | Роман Кокошко Одеська область                                              | 19,26 PB   | Віктор Самолюк Київська область                                                   | 18,89 SB   |
| Семиборство               | Олексій Касьянов Запорізька область                                              | 5756       | Вадим Адамчук Вінницька область                                            | 5634       | Василь Іваницький Львівська область                                               | 5176       |

### Жінки
| Дисципліни                | Золото                                                                             | Золото       | Срібло                                                                           | Срібло      | Бронза                                                                    | Бронза      |
| ------------------------- | ---------------------------------------------------------------------------------- | ------------ | -------------------------------------------------------------------------------- | ----------- | ------------------------------------------------------------------------- | ----------- |
| 60 метрів                 | Вікторія Ратнікова Запорізька область                                              | 7,33         | Яна Качур Київ                                                                   | 7,46 SB     | Євгенія Коновалова Донецька область                                       | 7,59 PB     |
| 200 метрів                | Анастасія Бризгіна Запорізька область                                              | 24,61 SB     | Тетяна Кайсен Дніпропетровська область                                           | 24,62 SB    | Олена Радюк-Кючук Донецька область                                        | 24,79       |
| 400 метрів                | Анна Рижикова Дніпропетровська область                                             | 52,57 PB     | Анастасія Бризгіна Запорізька область                                            | 52,87 PB    | Катерина Климюк Запорізька область                                        | 53,19 PB    |
| 800 метрів                | Світлана Жульжик Рівненська область                                                | 2.05,55      | Анастасія Рємєнь Запорізька область                                              | 2.06,30 SB  | Дар'я Вдовиченко Київська область                                         | 2.08,05 PB  |
| 1500 метрів               | Орися Дем'янюк Львівська область                                                   | 4.20,61      | Бурджу Субатан Туреччина                                                         | 4.21,32 SB  | Анастасія Прокудіна Херсонська область                                    | 4.30,44 PB  |
| 3000 метрів               | Наталія Стребкова Тернопільська область                                            | 9.08,09 PB   | Вікторія Шкурко Київська область                                                 | 9.47,86     | Валентина Кілярська Миколаївська область                                  | 9.57,26 PB  |
| 60 метрів з бар'єрами     | Анна Плотіцина Київська область                                                    | 8,17         | Ганна Чубковцова Київ                                                            | 8,28 SB     | Юлія Должкова Київ                                                        | 8,32 SB     |
| 3000 метрів з перешкодами | Ганна Жмурко Чернігівська область                                                  | 10.31,93 SB  | Олена Босова Київ                                                                | 10.58,58 PB | Катерина Онісімова Дніпропетровська область                               | 10.58,60 PB |
| 4×400 метрів              | Донецька областьМарія Миколенко Аліна Логвиненко Олена Радюк-Кючук Вікторія Ткачук | 3.46,97      | КиївМарія Мокрова Іванна Аврамчук Владислава Шевченко Наталія Пироженко-Чорномаз | 3.53,46     | Вінницька областьІнна Ковтун Тетяна Дорошенко Юлія Чехівська Марія Черкас | 3.53,86     |
| Стрибки у висоту          | Ярослава Магучіх Дніпропетровська область                                          | 2,00         | Юлія Левченко Київ                                                               | 1,96 SB     | Ірина Геращенко Київ                                                      | 1,94 SB     |
| Стрибки з жердиною        | Яна Гладійчук Київ                                                                 | 4,61 PB      | Марина Килипко Харківська область                                                | 4,41 SB     | Бусе Аріказан Туреччина                                                   | 4,31 SB     |
| Стрибки у довжину         | Марина Бех-Романчук Хмельницька область                                            | 6,70 SB      | Оксана Мартинова Харківська область                                              | 6,32        | Ірина Нерубальщик Харківська область                                      | 6,18 PB     |
| Потрійний стрибок         | Тугба Данішмаз Туреччина                                                           | 13,83 PB NIR | Марія Сіней Київ                                                                 | 13,36 PB    | Анастасія Колотій Дніпропетровська область                                | 13,29 PB    |
| Штовхання ядра            | Ольга Голодна Київська область                                                     | 16,43 SB     | Тетяна Кравченко Київська область                                                | 15,79 SB    | Анна Самолюк Київська область                                             | 14,79 SB    |
| П'ятиборство              | Ганна Касьянова Запорізька область                                                 | 4434         | Аліна Шух Київська область                                                       | 4412        | Юлія Лобан Чернігівська область                                           | 4258        |

## Онлайн-трансляція
Легка атлетика України здійснювала вебтрансляцію чемпіонату на власному YouTube-каналі.
- День 1 (ранкова програма) на YouTube
- День 1 (вечірня програма) на YouTube
- День 2 (ранкова програма) на YouTube
- День 2 (вечірня програма) на YouTube
- День 3 на YouTube

## Фотозвіт
Легка атлетика України на власній сторінці у мережі «Facebook» розмістила детальний фотозвіт про чемпіонат:
- День 1
- День 2
- День 3